# Ca l'Artigas
Ca l'Artigas és un edifici modernista del municipi de Vilanova i la Geltrú (Garraf) protegit com a bé cultural d'interès local.

## Descripció
És un edifici entre mitgeres, de planta baixa i dos pisos, amb coberta plana. A la planta baixa, de composició simètrica, hi ha tres portes d'arc sinuós, la central de les quals és més ampla. Al primer pis hi ha un balcó corregut, amb barana de ferro, sostingut per quatre grans cartel·les. Les dues obertures d'aquest pis són rectangulars i amb motllures a la part superior, on apareixen elements figuratius i florals. El segon pis consta de tres obertures rectangulars, amb ampit seguit decorat amb garlanda floral, i damunt les quals hi ha targes cegues de mig punt. La composició de la façana es completa amb un coronament sinuós, similar al de les portes de la planta baixa, emmarcat per un bordó.
La façana posterior es configura mitjançant terrasses esglaonades.

## Història
L'any 1900, el propietari de l'edifici del carrer de la Llibertat, 37, Antoni Pascual, sol·licità permís d'obres per reformar la façana, segons projecte del mestre d'obres Gaietà Miret. La reforma es limitava a la façana, l'estructura i elements decoratius de la qual responen plenament al llenguatge de l'estil modernista, tan difós a la Vilanova d'aquella època i que en aquest cas es mostra en la seva vessant més popular.